# Berilje
Berilje (izvirno srbsko Бериље) je naselje v Srbiji, ki upravno spada pod Občino Prokuplje; slednja pa je del Topliškega upravnega okraja.

## Demografija
V naselju, katerega izvirno (srbsko-cirilično) ime je Бериље, živi 516 polnoletnih prebivalcev, pri čemer je njihova povprečna starost 33,7 let (32,6 pri moških in 34,9 pri ženskah). Naselje ima 188 gospodinjstev, pri čemer je povprečno število članov na gospodinjstvo 3,88.
To naselje je, glede na rezultate popisa iz leta 2002, večinoma srbsko.
|  |

| Demografija | Demografija     | Demografija     |
| Leto        | Št. prebivalcev | Št. prebivalcev |
| ----------- | --------------- | --------------- |
|             |                 |                 |
|             |                 |                 |
|             |                 |                 |
|             |                 |                 |
| 1948        | 467             |                 |
| 1953        | 532             |                 |
| 1961        | 561             |                 |
| 1971        | 656             |                 |
| 1981        | 734             |                 |
| 1991        | 788             | 787             |
| 2002        | 775             | 730             |
|             |                 |                 |

| Etnična sestava po popisu iz leta 2002 | Etnična sestava po popisu iz leta 2002 | Etnična sestava po popisu iz leta 2002 | Etnična sestava po popisu iz leta 2002 | Etnična sestava po popisu iz leta 2002 |
| -------------------------------------- | -------------------------------------- | -------------------------------------- | -------------------------------------- | -------------------------------------- |
| Srbi                                   | Srbi                                   |                                        | 724                                    | 99,17%                                 |
| Makedonci                              | Makedonci                              |                                        | 4                                      | 0,54%                                  |
| Romuni                                 | Romuni                                 |                                        | 1                                      | 0,13%                                  |
| Romi                                   | Romi                                   |                                        | 1                                      | 0,13%                                  |
| Neznano                                | Neznano                                |                                        | 0                                      | 0,0%                                   |